# 会计丑闻
会计丑闻（英語：Accounting scandals）是由受信任的公司或政府高管故意操纵财务报表而披露财务不当行为而引起的商业丑闻。这种不当行为通常涉及滥用或误导资金，夸大收入，缩小支出，夸大公司资产价值，或缩小存在的负债等复杂手段（这些手段通常可以通过人工或深度学习的方法进行检测）。会计丑闻通常涉及雇员、账户或公司本身，并对投资者和股东产生误导。
这种类型的“创造性会计”可以构成欺诈，调查通常由政府监督机构发起，如中国证券监督管理委员会、美国证券交易委员会。应雇主要求实施会计欺诈的雇员将受到个人刑事起诉。